# Concours musical international Reine Élisabeth de Belgique 2013
Le Concours musical international Reine Élisabeth de Belgique, session 2013, est consacré au piano.
L'Israélien Boris Giltburg remporte le concours.
Le concerto imposé est In the Wake of Ea de Michel Petrossian.

## Lauréats
- Premier prix : Boris Giltburg (Israël)
- Deuxième prix : Rémi Geniet (de) (France)
- Troisième prix : Mateusz Borowiak (Royaume-Uni)
- Quatrième prix : Stanislav Khristenko (en) (Russie)
- Cinquième prix : Zhang Zuo (en) (Chine)
- Sixième prix : Andrew Tyson (USA)

Selon le règlement du concours, aucun classement n'est établi entre les finalistes au-delà du sixième prix. Les six derniers lauréats, listés par ordre alphabétique :
- Tatiana Chernichka (Russie)
- David Fung (en) (Australie)
- Roope Gröndahl (en) (Finlande)
- Sean Kennard (USA)
- Sangyoung Kim (Corée du Sud)
- Liu Yuntian (Chine)